# USS Perch (SS-176)
USS Perch (SS-176) – amerykański okręt podwodny typu Porpoise zwodowany 9 lutego 1936 roku w stoczni Electric Boat. Przyjęty do służby w marynarce amerykańskiej 19 listopada 1936 roku, wziął udział w wojnie podwodnej na Pacyfiku. Zatopiony przez załogę po ciężkim uszkodzeniu w ataku japońskich niszczycieli 3 marca 1942 roku, podczas swojego drugiego patrolu wojennego między Jawą i Borneo.